# Salvatore Riina

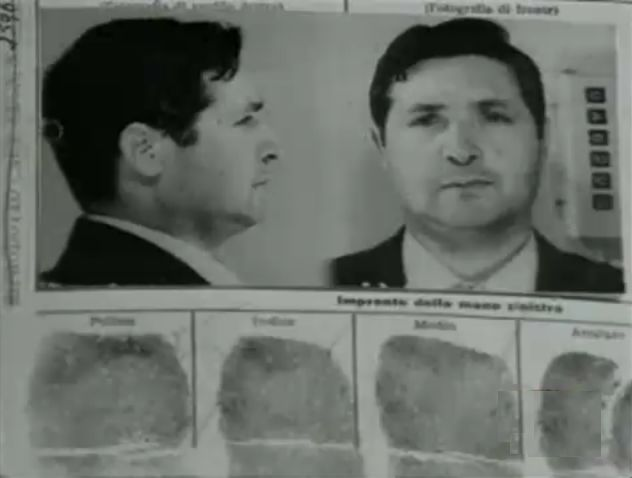
Polizeifoto des jungen Salvatore Riina mit Fingerabdrücken

Salvatore „Totò“ Riina (* 16. November 1930 in Corleone, Sizilien; † 17. November 2017 in Parma) war ein Mitglied der sizilianischen Cosa Nostra und für 19 Jahre das Oberhaupt der Corleonesi, eines Clans aus der berüchtigten Mafia-Hochburg Corleone. Er galt als mutmaßlicher „Capo di tutti i capi“ (italienisch für „Boss aller Bosse“). Aufgrund seiner geringen Körpergröße von 1,58 m nannte man ihn auch u curtu (der Kurze). Von den italienischen Medien wurde Riina wegen seiner Skrupellosigkeit und Brutalität als la belva (die Bestie) betitelt.

## Verbrecherkarriere
Salvatore Riina wurde als Sohn eines Corleoneser Bauern geboren, der in kriminelle Geschäfte verwickelt war. Als er zwölf Jahre alt war, starb sein Vater bei dem Versuch einen Blindgänger aus dem Zweiten Weltkrieg zu öffnen. Die Explosion tötete auch einen Bruder Salvatores und verletzte einen weiteren Bruder schwer. Salvatore blieb völlig unversehrt.
Er schloss sich früh Luciano Liggio an, der bereits in der Mafia-Familie von Corleone Karriere gemacht hatte. Riina lernte Liggio Mitte der 1940er Jahre im Gefängnis kennen und avancierte mit der Zeit zu dessen rechter Hand.
1949 beging Riina im Alter von 19 Jahren seinen ersten Mord und wurde danach wahrscheinlich Vollmitglied der Cosa Nostra, wie die sizilianische Mafia sich selbst nennt. (Während Riina später das Oberhaupt der Cosa Nostra war, war ein begangener Mord gemeinhin die Voraussetzung für eine Aufnahme.) Als der machthungrige Liggio in Konflikt mit dem Capo der Familie, Michele Navarra, geriet, begann Liggios Gruppe einen Vandalismusfeldzug gegen einen von Navarras Unterbossen. Riina, sein Freund Bernardo Provenzano, die Gebrüder Bagarella und andere verwüsteten dessen Besitz. Navarra ordnete als Vergeltung einen erfolglosen Anschlag auf Liggio an. Am 2. August 1958 wurde Navarra von Liggios Gruppe ermordet; bei dem Attentat wurden erstmals auf Sizilien Maschinenpistolen nach Vorbild der italoamerikanischen Mafia verwendet, was für Aufsehen sorgte. In den folgenden Jahren kam es zu einem blutigen Machtkampf zwischen Navarras verbliebenen Anhängern und Liggios Gruppe in Corleone. Liggios Männer, die von Anfang an die Oberhand hatten, gaben sich nicht mit einem bloßen Sieg zufrieden, sondern töteten alle Gegner, derer sie habhaft werden konnten. Von 1943 bis 1961 wurden in Corleone 52 Morde und 22 versuchte Morde registriert; zudem verschwanden viele Personen spurlos, Opfer der sogenannten Lupara bianca.
Riina war einer der aktivsten und effizientesten Killer Liggios im Kampf um Corleone.
Nach dem Beginn des Ersten Mafiakriegs wurden zahlreiche Mafiosi verhaftet, so auch Riina. Er teilte seine Zelle mit dem Mechaniker und Autodieb Gaspare Mutolo, der später selbst in die Cosa Nostra aufgenommen wurde. Mutolo wurde Jahrzehnte später zum Kronzeugen und beschrieb Riina und dessen Persönlichkeit eingehend. Als Riina ihn einmal nach seinen Autodiebstählen fragte und wissen wollte, ob Mutolo auch in der Lage sei, Leute umzubringen, habe Mutolo geantwortet: „Wenn es sein muss.“ Riina, mit der Antwort zufrieden, konnte allerdings nicht verstehen, dass Mutolo es als schwerer empfand, einen Menschen zu ermorden, als einen Raub zu begehen: „Wenn du jemanden erschießt, dauert das eine Sekunde. Wenn du einen Raub begehst, dann brauchst du dafür mehr Zeit.“ Seine eigene Lebensphilosophie beschrieb Riina gegenüber seinem „Schüler“ folgendermaßen: „Du musst alle Möglichkeiten ausnutzen, um dein Ziel zu erreichen, und alle möglichen Hindernisse eliminieren.“
Als die Cosa Nostra nach Jahren der relativen Untätigkeit 1969 mit Michele Cavataio den Verursacher des Ersten Mafiakrieges tötete, leitete der inzwischen wieder freigekommene Riina, der mittlerweile zum zweiten Mann in der Organisation aufgestiegen war, die Aktion. Dabei wurde Calogero Bagarella, einer von Liggios Männern, von Cavataio erschossen. Riina, der mit Bagarellas Schwester Ninetta verlobt war und diese später auch heiratete, trug als Zeichen der Trauer vorübergehend eine schwarze Krawatte. Riina wurde seit Anfang der 1970er Jahre erneut per Haftbefehl gesucht, konnte jedoch erst 1993 verhaftet werden.
Als Liggio 1974 in Mailand nach jahrelanger Flucht verhaftet wurde, ging die Führung innerhalb der Corleoneser Familie auf Riina über. Liggio war bereits vorher oft von Riina bei Sitzungen der Mafia-Kommission (Cupola) vertreten worden. Ende der 1970er Jahre hielt sich Riina in einem Landhaus von Borgo Molara in der Gegend um Altofonte und Monreale versteckt.
Er unternahm bald erste Schritte zur Erringung der Vorherrschaft innerhalb der Cosa Nostra. Im blutigen Zweiten Mafiakrieg Anfang der 1980er Jahre errangen die Corleoneser und die anderen mit ihnen verbündeten Familien die absolute Vorherrschaft; in diesem Krieg starben mehr als 1000 Menschen. Riina ging dabei genau so vor, wie es ihm Luciano Liggio in Corleone vorgemacht hatte, und rottete alle Gegner in einem Vernichtungsfeldzug regelrecht aus. Als Riina kurz vor Weihnachten 1982 den palermitanischen Boss Rosario Riccobono und über 20 seiner Männer an einem einzigen Tag ermorden ließ, freute er sich darüber und geriet angeblich regelrecht in Euphorie: „Wir haben es sogar besser gemacht als die Amerikaner mit ihrem Valentinstag-Massaker!“

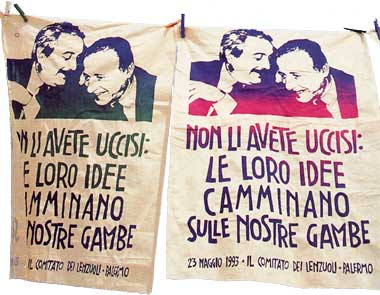
Falcone (l.) und Borsellino (r.) auf Demonstrationsbannern: Ihr habt sie nicht ermordet, ihre Ideen gehen auf unseren Beinen weiter

Parallel zu einem regelrechten Abschlachten ihrer Gegner begannen die Corleoneser einen Feldzug gegen den Staat. Über Jahre hinweg wurden Staatsanwälte, Richter, Politiker, Journalisten und auch unbeteiligte Zivilisten umgebracht. Riina wurde auch außerhalb Italiens bekannt, als er 1992 die Morde an Paolo Borsellino und Giovanni Falcone sowie an Salvatore Lima in Auftrag gab. Darüber hinaus soll er für etwa 100 weitere Morde verantwortlich sein, von denen er mehrere Dutzend persönlich begangen haben soll, so z. B. auch den Mord an Rosario Riccobono.
Obwohl Riina über zwanzig Jahre lang offiziell als „flüchtig“ galt, lebte er vermutlich die ganze Zeit in Sizilien und baute sich eine Machtstellung in der Mafia auf. Mehrere Jahre verbrachte er nachweislich in Palermo unter dem Schutz der Familie des palermitanischen Stadtviertels Noce. Es wird allgemein angenommen, dass dies nur möglich war, weil er aufgrund von Bestechung, Interessensverflechtungen und Einschüchterung aus der sizilianischen Regierung und der damals sehr einflussreichen Democrazia Cristiana Protektion genoss.

## Verhaftung 1993

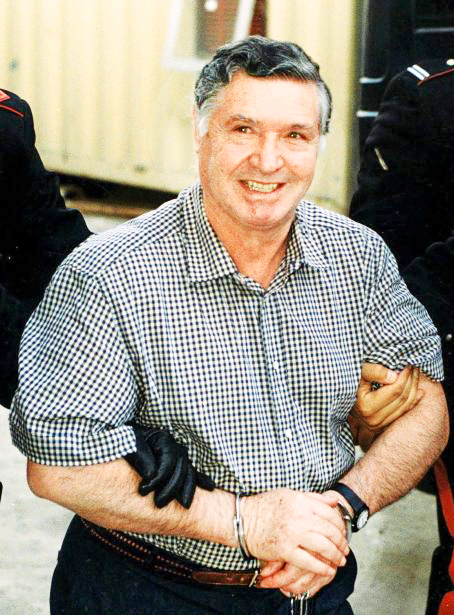
Salvatore Riina nach seiner Verhaftung am 15. Januar 1993

Dass Riina schließlich am 15. Januar 1993 in Palermo doch verhaftet wurde, wird auch dem Umstand zugeschrieben, dass er mit den Morden an den sehr populären „Mafia-Jägern“ Paolo Borsellino und Giovanni Falcone großen öffentlichen Druck auf die Politiker verursacht hatte, endlich effizient gegen die Mafia vorzugehen. In diesem Zusammenhang wurde auch Giovanni Brusca inhaftiert, der von Riina beauftragt worden war, Falcone zu ermorden. Riina wurde unter anderem auch beschuldigt, an der Ermordung von Salvatore Lima beteiligt gewesen zu sein sowie die Verschleppung und Ermordung des Journalisten Mauro De Mauro in Auftrag gegeben zu haben. Brusca gab eine andere Version der Verhaftung Riinas zu Protokoll: Der diktatorischen und gewalttätigen Herrschaft Riinas überdrüssig, sei Riina von anderen Mafiabossen wie dessen altem Freund Bernardo Provenzano an den Staat verraten worden.
Im Anschluss an die Verhaftung Riinas wurde auch sein Vermögen beschlagnahmt, welches etwa 125 Millionen US-Dollar betrug.
Riinas rechte Hand und Nachfolger war sein Schwager Leoluca Bagarella. Nach dessen Verhaftung 1995 ging die Führung auf Bernardo Provenzano über, der schließlich im April 2006 verhaftet wurde. Nach Provenzano spielten Beobachtern zufolge Riinas Söhne in der Cosa Nostra eine große Rolle: Durch sie soll auch Riina selbst, inzwischen über 80 Jahre alt, noch einen erheblichen Einfluss ausgeübt haben.
Im Jahr 2004 wurde bekannt, dass Riina im Mai und Dezember 2003 zwei Herzinfarkte erlitten hatte.

## Nach der Verurteilung
Der ab 1993 inhaftierte Salvatore Riina wurde dreizehn Mal zu lebenslanger Haft verurteilt und saß bis zu seinem Tod im Gefängnis von Parma. Am 5. Juni 2017 verwarf ein Kassationsgericht ein früheres Urteil, mit dem ein Gesuch um Entlassung abgelehnt worden war, mit der Begründung, dass Riina wie jeder Häftling das „Recht auf einen Tod in Würde“ habe. Ein Gericht in Bologna sollte entscheiden, ob Riina freikommen könne, unter Hausarrest gestellt oder in ein Krankenhaus eingeliefert werde, da er unter anderem an schweren Nieren- und Gehirnproblemen litt und laut Kassationsgericht keine Gefahr mehr für die Allgemeinheit darstelle. Am 19. Juli 2017 entschied das Gericht, dass Riina nicht vorzeitig aus dem Gefängnis entlassen werden dürfe und in der Krankenabteilung des Hochsicherheitsgefängnisses in Parma bleiben müsse. Dort verstarb er am 17. November 2017.

## Filme und Dokumentationen
- 2007: Der Boss der Bosse (OT: Il capo dei capi); Serie über das Leben des sizilianischen Mafiabosses Salvatore Riina (gespielt von Claudio Gioè), seinen Aufstieg mit Bernardo Provenzano und den zweiten großen Mafiakrieg innerhalb der Cosa Nostra
- 2005: Die Mafia – Die Paten in der Klemme; Dokumentations-Episode über John Gotti und „Totò“ Riina
- 1999: Falcone – Im Fadenkreuz der Mafia (OT: Excellent Cadavers); Film über den Mafiaverfolger Giovanni Falcone und Mafiosi wie Tommaso Buscetta, „Totò“ Riina (gespielt von Victor Cavallo) und anderen
- 2018: Salvatore Riina: Gefürchteter Mafiaboss (National Geographic Dokumentation)
- 2019: Corleone – Pate der Paten (zweiteiliger Dokumentarfilm von  Mosco Boucault)